# Cesar Purisima
Cesar V. Purisima (Quezon City, 3 april 1960) is een voormalig (2010-2016) minister van Financiën van de Filipijnen. Purisima was eerder in 2005 al kortstondig minister van Financiën in het kabinet van Gloria Macapagal-Arroyo. Hij diende toen zijn ontslag in naar aanleiding van beschuldigingen aan het adres van toenmalig president Gloria Macapagal-Arroyo ten tijde van het Hello Garci schandaal.